# Fabio Christen
Fabio Christen (* 29. Juni 2002 in Gippingen) ist ein Schweizer Radsportler.

## Sportlicher Werdegang
2017 platzierte sich Fabio Christen mit einem dritten Platz im Teamsprint der Elite auf der Bahn, 2019 wurde er Junioren-Zweiter im Omnium, 2020 holte er den Titel. 2019 und 2020 wurde er Schweizer Junioren-Meister im Einzelzeitfahren auf der Strasse. Bei den U23-Europameisterschaften 2020 belegte er im Punktefahren Platz zwei. 2021 erhielt er einen Vertrag beim Team NIPPO-Provence-PTS Conti, 2022 wechselte er zu EF Education-EasyPost
Bei den Strasseneuropameisterschaften errang Christen gemeinsam mit Arnaud Tendon, Jasmin Liechti und Annika Liehner die Silbermedaille in der Mixed-Staffel der U23. Ab 2023 startete er für das Q36.5 Pro Cycling Team. In den Jahren 2023 und 2024 wurde er Schweizer Vizemeister im Einzelzeitfahren.
Seinen ersten Sieg als Berufsradfahrer sicherte sich Fabio Christen im Jahr 2025, als er zu Saisonbeginn die Murcia-Rundfahrt nach einem späten Angriff gewann.

## Familie
Fabio Christen stammt aus einer Radsportfamilie: Sein Grossvater Hans Schleuniger startete Anfang der 1960er Jahre bei der Tour de France und der Tour de Suisse. Sein Vater Josef war in den 1990er Jahren als Rennfahrer aktiv. Auch sein Bruder Jan Christen ist Radsportler, ebenso sein Cousin Nicola Schleuniger.

## Erfolge

### Strasse
2019
- Schweizer Junioren-Meister – Einzelzeitfahren

2020
- Schweizer Junioren-Meister – Einzelzeitfahren

2021
- U23-Europameisterschaften – Mixed-Staffel

2025
- Murcia-Rundfahrt
- eine Etappe Slowenien-Rundfahrt

### Bahn
2020
- Schweizer Junioren-Meister – Omnium
- U23-Europameisterschaft – Punktefahren